# Jessica Ann Collins
Jessica Ann Collins (San Antonio, 8 de marzo de 1983) es una actriz estadounidense de cine, teatro y televisión.

## Biografía
Collins nació en San Antonio, Texas. Tiene tres hermanas, las cuales también se encuentran vinculadas al mundo de las artes. Durante gran parte de su infancia, residió con su familia en un sector rural de Los Ángeles, Texas, y más adelante cursó estudios en la Tom C. Clark High School de San Antonio, graduándose en 2001. Ingresó en el conservatorio de artes Juilliard y se graduó en 2005.
Collins ha interpretado los papeles de Natalie Davis, una asesina serial en CSI: Crime Scene Investigation, y de la trabajadora social Lizzie Miller en el seriado de la ABC The Nine. Igualmente interpretó a Maggie Young en la serie original de AMC Rubicon.
En 2022 protagonizó la serie Echo 3, en la que interpretó el papel de una científica secuestrada por la guerrilla colombiana.

## Filmografía
| Año     | Título                         | Papel                     | Notas        |
| ------- | ------------------------------ | ------------------------- | ------------ |
| 2005    | Ghost Whisperer                | Zoe Harper/Natalie Harper | 1 episodio   |
| 2006    | Law & Order: Criminal Intent   | Nikki Newsom              | 1 episodio   |
| 2006–07 | The Nine                       | Lizzie Miller             | 13 episodios |
| 2007    | The Man                        | Constance Brielle         | Telefilme    |
| 2007–08 | CSI: Crime Scene Investigation | Natalie Davis             | 3 episodios  |
| 2008    | The Loss of Teardrop Diamond   | Vinnie                    |              |
| 2009    | The Good Wife                  | Danielle Raines           | 1 episodio   |
| 2010    | Rubicon                        | Maggie Young              | 13 episodios |
| 2010    | Lulu at the Ace Hotel          | Lady Lover                | Cortometraje |
| 2010    | Blue Bloods                    | Becky Walenski            | 1 episodio   |
| 2011    | Law & Order: LA                | Liz Bennett               | 1 episodio   |
| 2012    | House                          | Elizabeth Lawson          | 1 episodio   |
| 2012    | Zero Dark Thirty               | Debbie                    |              |
| 2012    | Person of Interest             | Abby Monroe               | 1 episodio   |
| 2013    | Home Burial                    |                           | Cortometraje |
| 2013–14 | Revolution                     | Cynthia                   | 10 episodios |
| 2016    | So B. It                       | Mama                      |              |
| 2016    | The Interestings               | Cathy Kiplingers          | Telefilme    |
| 2016    | Free State of Jones            | Annie                     |              |
| 2018    | For the People                 |                           | 1 episodio   |
| 2020    | Clickbait                      | Emma Beesley              | 1 episodio   |
| 2022-23 | Echo 3                         | Amber Chesborough         | 10 episodios |

## Teatro
- Manic Flight Reaction (2005) como Grace
- King Lear (Shakespeare in the Park 2014) como Cordelia